# Albiques
 (signalé en juin 2025).
Si vous disposez d'ouvrages ou d'articles de référence ou si vous connaissez des sites web de qualité traitant du thème abordé ici, merci de compléter l'article en donnant les références utiles à sa vérifiabilité et en les liant à la section « Notes et références ».
- Archive Wikiwix
- Bing
- Cairn
- DuckDuckGo
- E. Universalis
- Gallica
- Google
- G. Books
- G. News
- G. Scholar
- Persée
- Qwant
- (zh) Baidu
- (ru) Yandex
- (wd) trouver des œuvres sur Wikidata

 (septembre 2014).
Si vous disposez d'ouvrages ou d'articles de référence ou si vous connaissez des sites web de qualité traitant du thème abordé ici, merci de compléter l'article en donnant les références utiles à sa vérifiabilité et en les liant à la section « Notes et références ».
Les Albiques (latin : albici) étaient une civitas celto-ligures du groupe des Commoniens, une fédération celte du midi de la France. Ils étaient établis entre les monts de Vaucluse au nord et le Luberon au sud : leur territoire couvrait donc le pays d'Apt (nord-Luberon).

## Histoire
En 49 av. J.-C., les Albiques sont les alliés de Marseille. Ils envoient leur élite guerrière se joindre à eux lors du siège de la ville contre les armées romaines de César. La chute de Marseille marquera leur déclin. Les Albiques se soumettent en l'an 14 av. J.-C. lors de la conquête des Alpes par Auguste.

## Les peuples Albiques
Les Albiques étaient voisins au sud des Salyens, à l'ouest des Cavares (des Dexsiviates sur la Durance) et au nord des Méminiens (pays de Sault et Carpentras) et des Voconces (Orange).
Parmi les clients des Albiques, il faut citer :
- les Vordenses (secteur de Gordes),
- les Albienses (plateau d'Albion)
- les Vulgientes (Apt et proximité)

## Traces archéologiques et écrits
Ils sont mentionnés par Jules César à plusieurs reprises dans ses Commentaires sur la guerre civile
- César devant Marseille
  - (B.C. 1, 34) : « Conformément à ces instructions, les Marseillais avaient fermé leurs portes à César, en appelant à leur secours les Albiques, peuple sauvage qui, de tout temps, leur était dévoué et qui habitait les montagnes au-dessus de Marseille »
- Continuation du siège de Marseille
  - (B.C. 1, 56) : « Ils y ajoutent beaucoup de barques légères, afin d'effrayer notre flotte par la quantité, y mettent une multitude d'archers et de ces Albiques dont on a parlé plus haut, et n'épargnent, pour les exciter, ni récompenses, ni promesses. »
  - (B.C. 1, 57) : « En conséquence à l'approche de l'ennemi, ils sortent du port et attaquent ceux de Marseille. (3) On combattit vivement et avec vigueur de part et d'autre. Les Albiques, montagnards robustes et aguerris, ne le cédaient guère aux nôtres en courage, »
  - (B.C. 1, 58) : « Après un grand carnage des Albiques et des pâtres, ils coulèrent à fond une partie de leurs vaisseaux, en prirent plusieurs, avec l'équipage, et chassèrent les autres dans le port. »
- Travaux d'approche
  - (B.C. 2, 2) :« En outre, les Albiques faisaient de fréquentes sorties et venaient lancer des feux sur les tours et la terrasse ; mais nos soldats les repoussaient aisément, et, après leur avoir fait perdre beaucoup de monde, les rejetaient dans la ville. »
- Seconde bataille navale
  - (B.C. 2, 6) : « Réunis aux Albiques, ils se battaient de près volontiers et ne le cédaient pas de beaucoup aux nôtres en valeur ; en même temps, de leurs moindres vaisseaux ils nous lançaient sans cesse une grêle de traits par lesquels nos soldats inattentifs ou occupés ailleurs, étaient surpris et blessés. »